# Освецимский, Владимир Иванович
Владимир Иванович Освецимский (10 июня 1886, Камышлов, Пермская губерния, Российская империя — 4 декабря 1955, Одесса, Украинская ССР) — советский актёр театра и кино. Народный артист Чечено-Ингушской АССР (1944). Народный артист Украинской ССР (1946).

## Биография
Дебютировал на сцене в 1904 году в драматической труппе М. Т. Строева. В 1904—1905 годах участвовал в турне Шадринского товарищества артистов по заводам Урала. В 1909—1916 годах — артист антрепризы в провинции.
Затем работал в театрах Санкт-Петербурга, Харькова, Одессы, Витебска, Риги, выступал в московском Малом театре, Ленинградском театре драмы им. Пушкина.
Участник Первой мировой войны. В 1916—1917 годах — на фронте в частях русской армии.
В 1936—1948 годах — актёр Киевского театра им. Леси Украинки, в 1948—1955 годах — Одесского русского драматического театра имени Иванова.
Снимался в кино с 1916 года.
Умер в Одессе. Похоронен на Втором Христианском кладбище Одессы.

## Избранные театральные роли
- Каренин («Живой труп» Толстого),
- Фамусов («Горе от ума» Грибоедова),
- Ванюшин («Дети Ванюшина» С. Найдёнова),
- Егор Булычов («Егор Булычов и другие» Горького),
- Иван Коломийцев («Последние» Горького),
- Захар Бардин («Враги» Горького),
- Тетерев («Мещане» Горького),
- Кошкин («Любовь Яровая» Тренёва),
- Берсенев («Разлом» Лавренёва),
- Фаюнин («Нашествие» Л. Леонова),
- Забелин («Кремлёвские куранты» Н. Погодина),
- Окаёмов («Машенька» Афиногенова),
- Фирс («Вишнёвый сад» Чехова) и др.

## Избранная фильмография
- 1956 — Без вести пропавший — эпизод (нет в титрах)
- 1948 — Третий удар — Сергей Семёнович Бирюзов, начальник штаба фронта, генерал-полковник (нет в титрах)
- 1947 — Голубые дороги — капитан 1-го ранга Консовский
- 1946 — Центр нападения — член коллегии (нет в титрах)
- 1945 — Зигмунд Колосовский — Людвиг, польский патриот
- 1945 — В дальнем плавании — Горелов, адмирал
- 1942 — Бой под Соколом — сторож (нет в титрах)
- 1942 — Александр Пархоменко — полковник (нет в титрах)
- 1939 — Моряки — Григорий Акимович Беляев, флагман 2-го ранга
- 1939 — Всадники — Эмельсдорф, немецкий генерал
- 1938 — Директор — директор
- 1920 — Сорока-воровка — Щепин
- 1920 — Паны-налётчики (короткометражный) — Герой
- 1919 — Трое — Илья Лунёв
- 1919 — Дети — цветы жизни (короткометражный) — Зайцев, вагоновожатый
- 1918 — Флавия Тессини
- 1916 — Полудева — Жюльен де Соберо